# Tycherus sesiae
Tycherus sesiae is een insect dat behoort tot de orde der vliesvleugeligen (Hymenoptera) en de familie van de gewone sluipwespen (Ichneumonidae). De wetenschappelijke naam van de soort werd voor het eerst geldig gepubliceerd in 1886 door Alexander Mocsáry.